# Before Your Eyes: Angelie's Secret
Before Your Eyes: Angelie's Secret is een Amerikaanse film uit 1995 De hoofdrollen worden vertolkt door Julia Roberts en Neil Willenson.

## Rolverdeling
| Acteur           | Personage        |
| ---------------- | ---------------- |
| Julia Roberts    | Verteller        |
| Neil Willenson   | Neil Willenson   |
| Jonathan Swain   | Jonathan Swain   |
| Hydeia Broadbent | Hydeia Broadbent |
| Ryan Chedester   | Ryan Chedester   |
| Angelie Diya     | Angelie Diya     |
| Susan Leckey     | Susan Leckey     |
| Grant Lewis      | Grant Lewis      |
| Janet Osherow    | Janet Osherow    |